# دمسيسة تراباكانية
دمسيسة تراباكانية أو أمبروزية تراباكانية (الاسم العلمي:Ambrosia tarapacana) هي نوع من النباتات تتبع جنس الدمسيسة من الفصيلة النجمية.